# Venezillo pleogoniophorus
Venezillo pleogoniophorus is een pissebed uit de familie Armadillidae. De wetenschappelijke naam van de soort is voor het eerst geldig gepubliceerd in 1951 door Rioja.